# Michał Płyszewski
Michał Płyszewski (ur. 1862 w Woroniczach, zm. 19 sierpnia 1937) – kapłan prawosławny, nowomęczennik.
Był synem kapłana prawosławnego. Ukończył seminarium duchowne w Mińsku, a po przyjęciu święceń kapłańskich został skierowany do pracy duszpasterskiej w parafii św. Eliasza w Szacku. Kilkakrotnie zatrzymywany po rewolucji październikowej, w latach 1929–1930 przebywał w więzieniu przez półtora roku. W 1932 otwarto przeciw niemu śledztwo, które trwało przez trzy lata, zaś w 1933 został uwięziony na kolejne trzy tygodnie. Był w tym czasie nakłaniany do rezygnacji ze święceń kapłańskich, na co stanowczo odmawiał. 17 lipca 1937 został aresztowany po raz kolejny pod zarzutem nakłaniania parafian o publiczne deklarowanie swojej wiary oraz składania podpisów pod petycją o otwarcie zamkniętej przez władze stalinowskie cerkwi w Szacku. W sierpniu tego samego roku został skazany na rozstrzelanie i stracony w nieokreślonym miejscu 19 sierpnia.
21 marca 1989 został całkowicie zrehabilitowany. 28 października 1999 kanonizowany przez Egzarchat Białoruski Patriarchatu Moskiewskiego jako jeden z Soboru Nowomęczenników Eparchii Mińskiej. Od 2000 jest czczony w całym Rosyjskim Kościele Prawosławnym.